# غيل ويد
غيل ويد (بالإنجليزية: Gale Wade)‏ هو لاعب كرة قاعدة أمريكي، ولد في 20 يناير 1929 في هوليستر في الولايات المتحدة، وتوفي يوم 16 يناير 2022.